# 高円宮杯 JFA U-18サッカープレミアリーグ 2020
高円宮杯 JFA U-18サッカープレミアリーグ 2020は、開催が予定されていた高円宮杯 JFA U-18サッカープレミアリーグの2020年の大会である。
本項目では、関東地区において代替大会として開催される「高円宮杯 JFA U-18サッカープレミアリーグ 2020 関東」についても記す。

## 概要
当初は例年通り、U-18チームの20チームが東西に分かれてリーグ戦を戦い、東西の最上位クラブでファイナルを戦うことが予定されていた。
しかし、新型コロナウイルス感染拡大の影響を考慮し、2020年3月13日付で4月4日に予定されていた開幕を4月18日に延期する措置が取られ、さらに4月3日付で期限を定めず開幕を延期することが決定された。
その後検討が続けられた結果、「全国をまたぐ移動による感染リスクを払拭できない」との理由により、2020年6月19日付で（東西リーグとしての）U-18プレミアリーグの全面中止が決定され、代替大会として2020年8月以降、高円宮杯 JFA U-18サッカープリンスリーグにU-18プレミアリーグ傘下の20チームが加わった形で開催される「合同リーグ（仮称）」を開催することが発表されている。その後、7月31日に、プレミアリーグEAST参戦予定だった関東の8チームにより「高円宮杯 JFA U-18サッカープレミアリーグ 2020 関東」が開催され、それ以外の地域ではプリンスリーグとの合同リーグである「高円宮杯 JFA U-18サッカースーパープリンスリーグ」が開催される。

## 予定されていた大会要項
以下は、2020年2月6日に発表された大会要項に基づく。

### 大会方式など
前年から大きな変更はなく、前年度のEAST/WEST上位8チームずつ、およびプレミアリーグ プレーオフ（旧・プレミアリーグ参入戦）で勝利した4チームの計20チームが出場し、EAST/WESTで10チームずつに分け、それぞれホーム・アンド・アウェー方式の2回戦18試合ずつを戦う。EAST/WESTの優勝チームでファイナルを争い、下位2チームずつがプリンスリーグに自動降格となる。

### スケジュール
2020年2月6日にスケジュールが発表され、2020年4月4日・5日に第1節を行い、同年12月6日の最終節（第18節）まで週末を中心に開催される。なお、6月27日・28日の第8節から9月12日・13日の第13節までは「熱中症対策期間」としてナイターでの開催が推奨されることも明らかとなっている。

### 参加チーム
前年度のプレミアリーグで残留した16チームと、前年度のプレミアリーグ プレーオフを勝ち抜いた4チーム、計20チームが参加する予定だった。
背景が のチームは「高円宮杯 JFA U-18サッカープレミアリーグ 2020 関東」参戦のチーム
| 地域 | チーム                       | 都道府県 | チーム種別   | 昨年順位  | 備考                |
| ---- | ---------------------------- | -------- | ------------ | --------- | ------------------- |
| 東北 | 青森山田高校                 | 青森県   | 高校         | EAST 優勝 | ファイナル優勝      |
| 関東 | 浦和レッドダイヤモンズユース | 埼玉県   | クラブユース | EAST 3位  |                     |
| 関東 | 大宮アルディージャU18        | 埼玉県   | クラブユース | EAST 6位  |                     |
| 関東 | 市立船橋高校                 | 千葉県   | 高校         | EAST 5位  |                     |
| 関東 | 柏レイソルU-18               | 千葉県   | クラブユース | EAST 2位  |                     |
| 関東 | 流通経済大学付属柏高校       | 千葉県   | 高校         | EAST 7位  |                     |
| 関東 | FC東京U-18                   | 東京都   | クラブユース | 関東1位   | 参入戦Aブロック優勝 |
| 関東 | 横浜F・マリノスユース        | 神奈川県 | クラブユース | 関東2位   | 参入戦Bブロック優勝 |
| 関東 | 横浜FCユース                 | 神奈川県 | クラブユース | 関東3位   | 参入戦Dブロック優勝 |
| 東海 | 清水エスパルスユース         | 静岡県   | クラブユース | EAST 4位  |                     |

| 地域 | チーム                      | 都道府県 | チーム種別   | 昨年順位  | 備考                |
| ---- | --------------------------- | -------- | ------------ | --------- | ------------------- |
| 東海 | ジュビロ磐田U-18            | 静岡県   | クラブユース | EAST 8位  |                     |
| 東海 | 名古屋グランパスU-18        | 愛知県   | クラブユース | WEST 優勝 |                     |
| 関西 | 京都サンガF.C U-18          | 京都府   | クラブユース | WEST 2位  |                     |
| 関西 | ガンバ大阪ユース            | 大阪府   | クラブユース | WEST 3位  |                     |
| 関西 | セレッソ大阪U-18            | 大阪府   | クラブユース | WEST 7位  |                     |
| 関西 | ヴィッセル神戸U-18          | 兵庫県   | クラブユース | WEST 6位  |                     |
| 中国 | サンフレッチェ広島F.Cユース | 広島県   | クラブユース | WEST 5位  |                     |
| 九州 | 東福岡高校                  | 福岡県   | 高校         | WEST 8位  |                     |
| 九州 | サガン鳥栖U-18              | 佐賀県   | クラブユース | 九州1位   | 参入戦Cブロック優勝 |
| 九州 | 大津高校                    | 熊本県   | 高校         | WEST 4位  |                     |

## 高円宮杯 JFA U-18サッカープレミアリーグ 2020 関東

### 大会概要
前述のとおり、本来のプレミアリーグ中止に伴う代替大会として開催される。JFAと関東サッカー協会の共催。9月5日・6日を第1節として、12月6日の最終節（第7節）まで8チームが1回戦総当たり（全56試合）で戦う。（実際には一部試合が延期されたため、12月13日にも試合が組まれた）

### 試合結果
| 順 | チーム                       | 試 | 勝 | 分 | 敗 | 得 | 失 | 差 | 点 |
| -- | ---------------------------- | -- | -- | -- | -- | -- | -- | -- | -- |
| 1  | 横浜FCユース                 | 7  | 4  | 2  | 1  | 11 | 6  | +5 | 14 |
| 2  | 大宮アルディージャU18        | 7  | 4  | 1  | 2  | 16 | 8  | +8 | 13 |
| 3  | FC東京U-18                   | 7  | 4  | 1  | 2  | 7  | 5  | +2 | 13 |
| 4  | 横浜F・マリノスユース        | 7  | 3  | 2  | 2  | 18 | 14 | +4 | 11 |
| 5  | 流通経済大学付属柏高校       | 7  | 3  | 1  | 3  | 7  | 11 | −4 | 10 |
| 6  | 浦和レッドダイヤモンズユース | 7  | 3  | 0  | 4  | 8  | 11 | −3 | 9  |
| 7  | 柏レイソルU-18               | 7  | 1  | 2  | 4  | 7  | 12 | −5 | 5  |
| 8  | 市立船橋高校                 | 7  | 0  | 3  | 4  | 4  | 11 | −7 | 3  |